# كوروتاكي
كوروتاكي (باليابانية: 黒滝村) هي قرية تقع في مقاطعة يوشينو، في محافظة نارا، اليابان.
يبلغ عدد السكان حوالي 1,114 نسمة حسب إحصاءات سنة 2003م. بكثافة سكانية تبلغ 23.35 شخص لكل كيلومتر مربع وبمساحة كلية تبلغ 47.71 كيومتر مربع.

## الجغرافيا
تقع شمال جبل يوشينو.
- الجبال : جبل كاشيهارا، هايكوكاديكي.

## التاريخ
- 1889 - تم تأسيس قرية مانامي يوشينو في مقاطعة يوشينو
- 1912 - تقسمت قرية مانامي يوشينو إلى قرية كوروتاكي و قرية نيو
- 1949 - جزء من القرية اندمج إلى قرية أكينو

## روابط خارجية
- الموقع الرسمي (باليابانية)